# جون إس. برستون
جون إس. برستون (بالإنجليزية: John S. Preston) هو سياسي أمريكي، ولد في 20 أبريل 1809 في أبينغدون في الولايات المتحدة، وتوفي في 1 مايو 1881 في كولومبيا في الولايات المتحدة. حزبياً، نشط في الحزب الديمقراطي. وقد انتخب عضو مجلس ولاية كارولاينا الجنوبية.